# Траг дивљачи
Траг дивљачи је српски филмски трилер из 2022. године, у режији Ненада Павловића, по сценарију Павловића, Ђорђа Милосављевића и Димитрија Војнова. Главне улоге глуме: Радивоје Буквић, Предраг Манојловић, Милош Тимотијевић и Нада Шаргин. Смештен је у период комунистичке Југославије, а прати новинара Југослава који прати политички мотивисано убиство.
Премијерно је приказан 15. септембра 2022. године на Лесковачком интернационалном фестивалу филмске режије, док је 6. октобра пуштен у биоскопе у Србији.
Упоредо с филмом, настала је и мини серија у 4 епизоде која је од 24. јуна до 2. јула 2023. године премијерно емитовала на Суперстар ТВ.,

## Радња
Перспективни новинар у комунистичкој Југославији 1979. године истражује свирепо политичко убиство у малом руралном месту, само да би се нашао уплетен у мрачну породичну драму препуну скривених тајни кроз вековну традицију насиља.

## Улоге
| Глумац                | Улога                   |
| --------------------- | ----------------------- |
| Радивоје Буквић       | Југослав Буцало         |
| Предраг Манојловић    | Благоје Љотић           |
| Нада Шаргин           | Соња Бабић              |
| Милош Тимотијевић     | Аљоша Љотић             |
| Борис Миливојевић     | Боле фотос              |
| Срђан Тодоровић       |                         |
| Милена Павловић       | Сибинка                 |
| Мирко Влаховић        | Петар Дрецун            |
| Филип Шоваговић       | уредник Ловренчић       |
| Петар Зекавица        | Соврал                  |
| Новак Билбија         | Реброња                 |
| Сања Марковић         | Бранка                  |
| Милена Радуловић      | Луција                  |
| Драган Бјелогрлић     | Милоје                  |
| Милан Чучиловић       | Мишић                   |
| Павле Чемерикић       | Пеђа                    |
| Јово Максић           | Јеленко Калчић          |
| Ненад Хераковић       | удбаш Мирче             |
| Драган Николић        | удбаш Муса              |
| Владимир Алексић      | рецепционар             |
| Горан Бјелогрлић      | начелник Јордан Реметић |
| Срна Ђенадић          | секретарица             |
| Бојан Хлишћ           | фотограф Ивица          |
| Наталија Јовић        | библиотекарка           |
| Љубомир Божовић       | Дрецунов човек          |
| Миливоје Станимировић | полицајац               |
| Игор Филиповић        | Дрецунов човек          |
| Јасминка Хоџић        | теткица                 |
| Јелена Рајић          |                         |